# Bill Owens (politico 1950)
William Forrester Owens, detto Bill (Fort Worth, 22 ottobre 1950), è un politico statunitense, membro del Partito Repubblicano e governatore del Colorado dal 1999 al 2007.